# Арьян
Арьян — река в России, течёт по территории Кольского района Мурманской области. Впадает в Верхнетуломское водохранилище. Длина реки составляет 17 км, площадь водосборного бассейна 104 км².

## Данные водного реестра
По данным государственного водного реестра России относится к Баренцево-Беломорскому бассейновому округу, водохозяйственный участок реки — Тулома от истока до Верхнетуломского гидроузла, включая Нот-озеро. Речной бассейн реки — бассейны рек Кольского полуострова, впадает в Баренцево море.
Код объекта в государственном водном реестре — 02010000312101000001943.